# Burnham Overy
Burnham Overy ist eine Gemeinde an der Nordküste von Norfolk in England. In der heutigen Zeit unterscheidet man oft zwischen den beiden Siedlungen Burnham Overy Town, dem ursprünglichen Dorf neben der mittelalterlichen Pfarrkirche, das heute auf eine Handvoll Häuser geschrumpft ist, und Burnham Overy Staithe, einem deutlich größeren Weiler etwa 1,6 km entfernt und neben dem Hafen am Bach.

## Lage
Burnham Overy liegt zwischen dem größeren Dorf Burnham Market, weniger als 1,6 km westlich, und Holkham, etwa 4,8 km östlich. Die größere Stadt King’s Lynn liegt 32 km südwestlich (mit dem nächstgelegenen Bahnhof), während die Stadt Norwich 48 km südöstlich liegt.
Zwischen Burnham Overy Staithe und dem Meer breitet sich der Fluss in mehreren Gezeitenbächen durch die Salzwiesen aus, die diesen Küstenabschnitt säumen, und erreicht schließlich das Meer, indem er durch die vorgelagerten Sanddünen an einer Lücke in der Nähe von Gun Hill fließt, die lokal als Burnham Harbour bekannt ist. Kleine Boote können Burnham Overy Staithe durch diese Lücke und den Bach erreichen. Heute ist Burnham Overy Staithe und der dazugehörige Hafen ein Freizeitsegelzentrum. Es ist auch der Abfahrtspunkt für saisonale Fähren zum Scolt Head Island National Nature Reserve.
Östlich des Burnham Overy Creek wurden die ehemaligen Salzwiesen zwischen trockenem Land und Sanddünen zurückgewonnen und zu Süßwasserwiesen geformt, die Teil des Holkham-Anwesens sind. Ein 2,4 km langer Fußweg verbindet Burnham Overy Staithe mit den Sanddünen und dem Strand und verläuft auf der Böschungskrone, die diese Wasserwiesen vor dem Bach schützt.

## Etymologie
Der Name des Dorfes bedeutet „Gehöft/Dorf am Fluss Burn“ oder vielleicht auch „eingezäuntes Land am Fluss Burn“. „Overy“, was „Über dem Fluss“ bedeutet, wurde hinzugefügt, um es von den anderen Burnhams in Norfolk zu unterscheiden.

## Geschichte
Historisch gesehen war Burnham Overy der Hafen für die umliegenden Dörfer der Burnhams. Beide Siedlungen liegen am Fluss Burn, und bis zum Ende des Mittelalters konnten Handelsschiffe das Dorf (heute Burnham Overy Town) erreichen. Mit der Versandung des Flusses verlagerte sich der Handelsverkehr auf den flussabwärts gelegenen Staithe. Mit der Ankunft der Eisenbahn in den Burnhams im Jahr 1866 ging die Handelsschifffahrt zurück, und die letzte Fracht soll kurz nach dem Ende des Ersten Weltkriegs vom Staithe aus verschifft worden sein.
Die Gemeinde hat eine Fläche von 8,92 km² und hatte bei der Volkszählung von 2001 311 Einwohner in 167 Haushalten. Bei der Volkszählung von 2011 sank die Einwohnerzahl auf 134. Beim Census von 2021 wurden dagegen wieder 297 Einwohner gezählt. Für Zwecke der Kommunalverwaltung gehört die Gemeinde zum Bezirk King’s Lynn und West Norfolk.

## Bekannte Persönlichkeiten
- Robert Austin, Künstler und Kupferstecher, entwarf die in den frühen 1960er Jahren ausgegebenen Zehn-Shilling- und Ein-Pfund-Banknoten in Großbritannien
- Richard Woodget, Kapitän der Cutty Sark

## Trivia
In Joan G. Robinsons Buch Damals mit Marnie aus dem Jahr 1967 basieren die Dörfer Little Overton und Barnham auf Burnham Overy, insbesondere die Schlüsselstellen des Staithes und der Windmühle.
Burnham Thorpe, der Geburtsort von Horatio, Admiral Lord Nelson, liegt 1,6 km südöstlich von Burnham Overy. Verschiedenen Briefen und Dokumenten zufolge erlernte Nelson im Alter von 10 Jahren in Burnham Overy Staithe das Rudern und Segeln auf einer Jolle, zwei Jahre bevor er in die Marine eintrat. Der einzige Pub des Dorfes heißt ihm zu Ehren „The Hero“.
Leith House Orchards, ein familiengeführter Obstgarten für Pflaumen, Renekloden und Zwetschgen, wurde im Januar 2023 in der Sendung „The Hairy Bikers Go Local“ auf BBC Two vorgestellt.

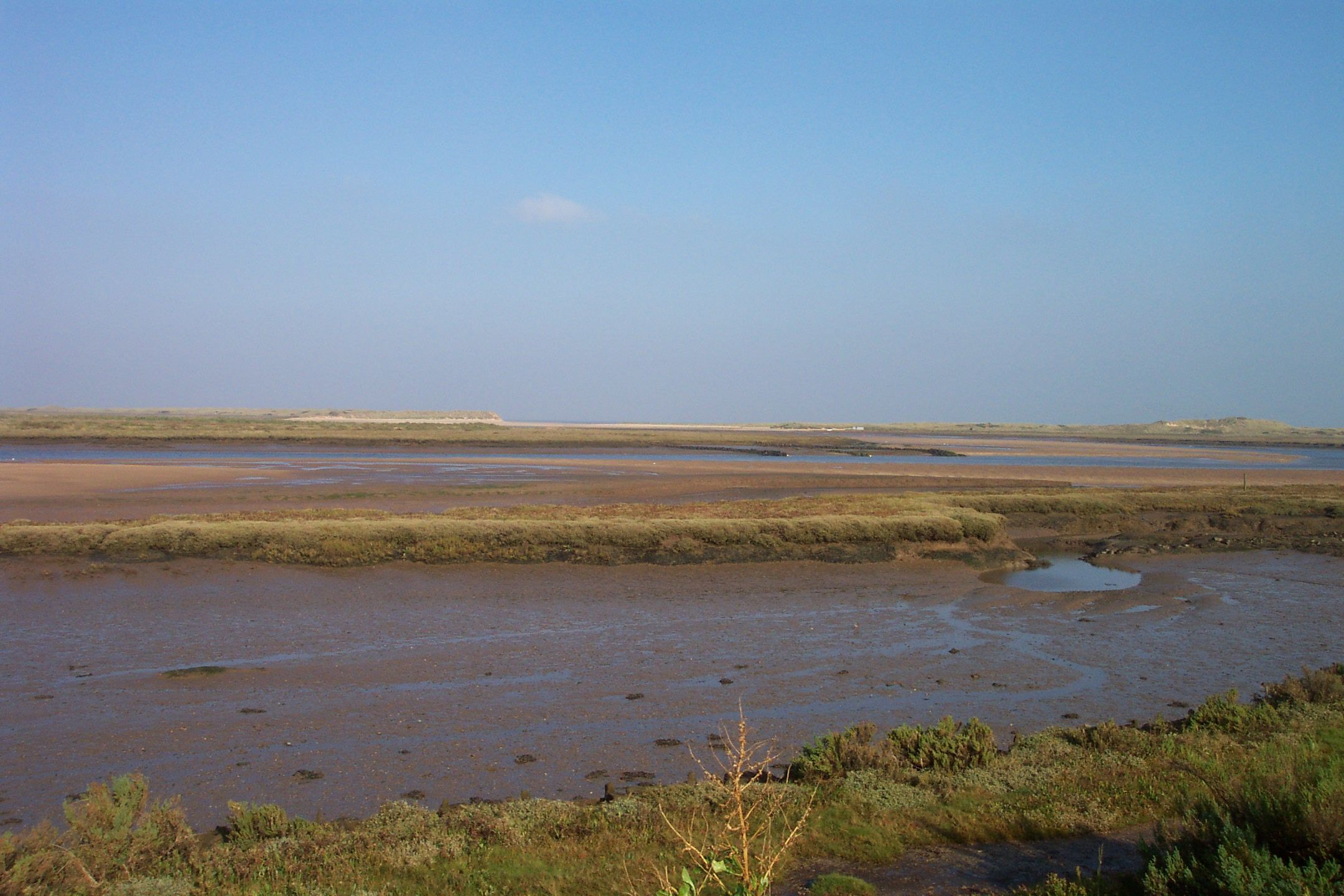
Der Bach, die Salzwiesen und in der Ferne die Hafeneinfahrt
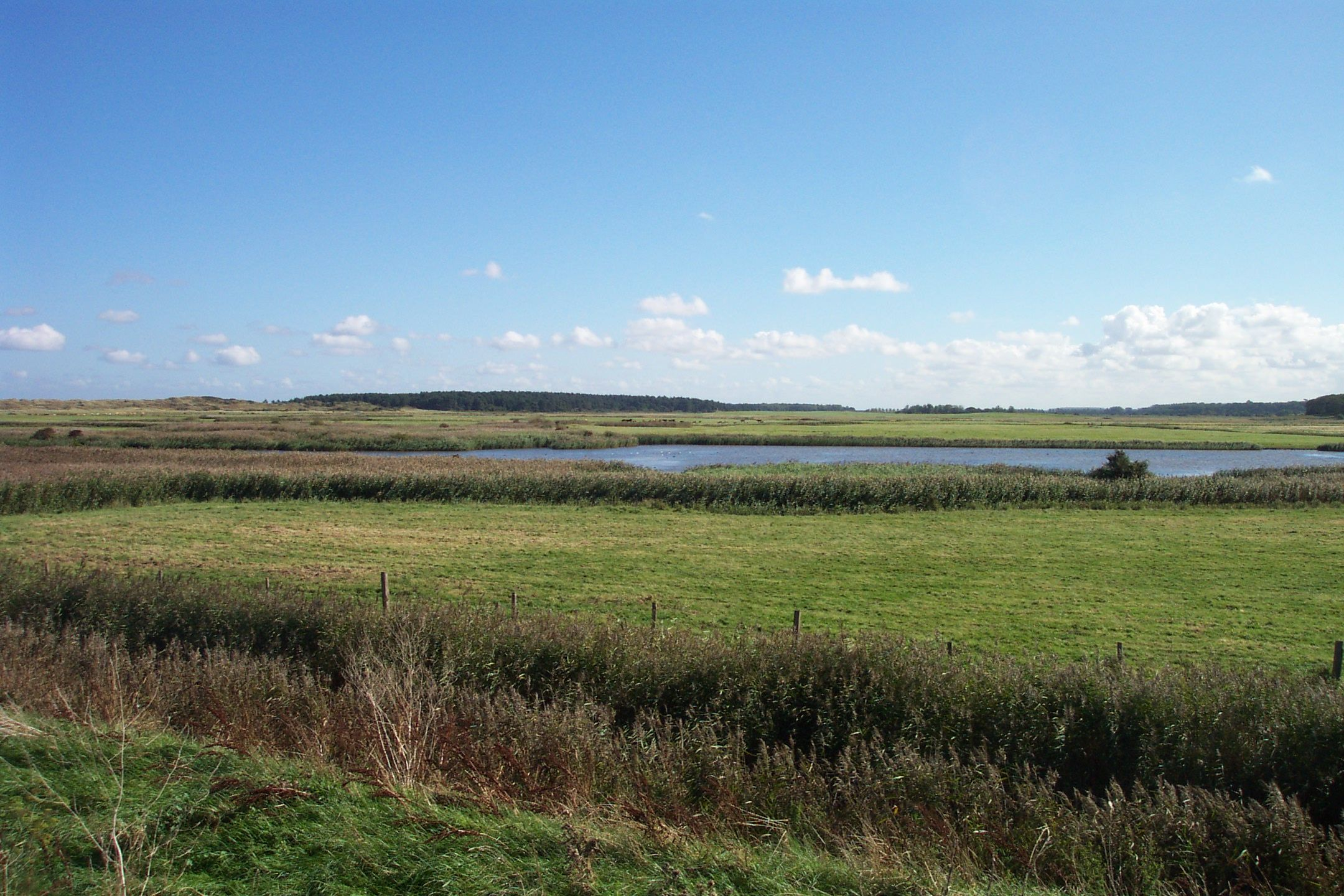
Die Süßwasserwiesen
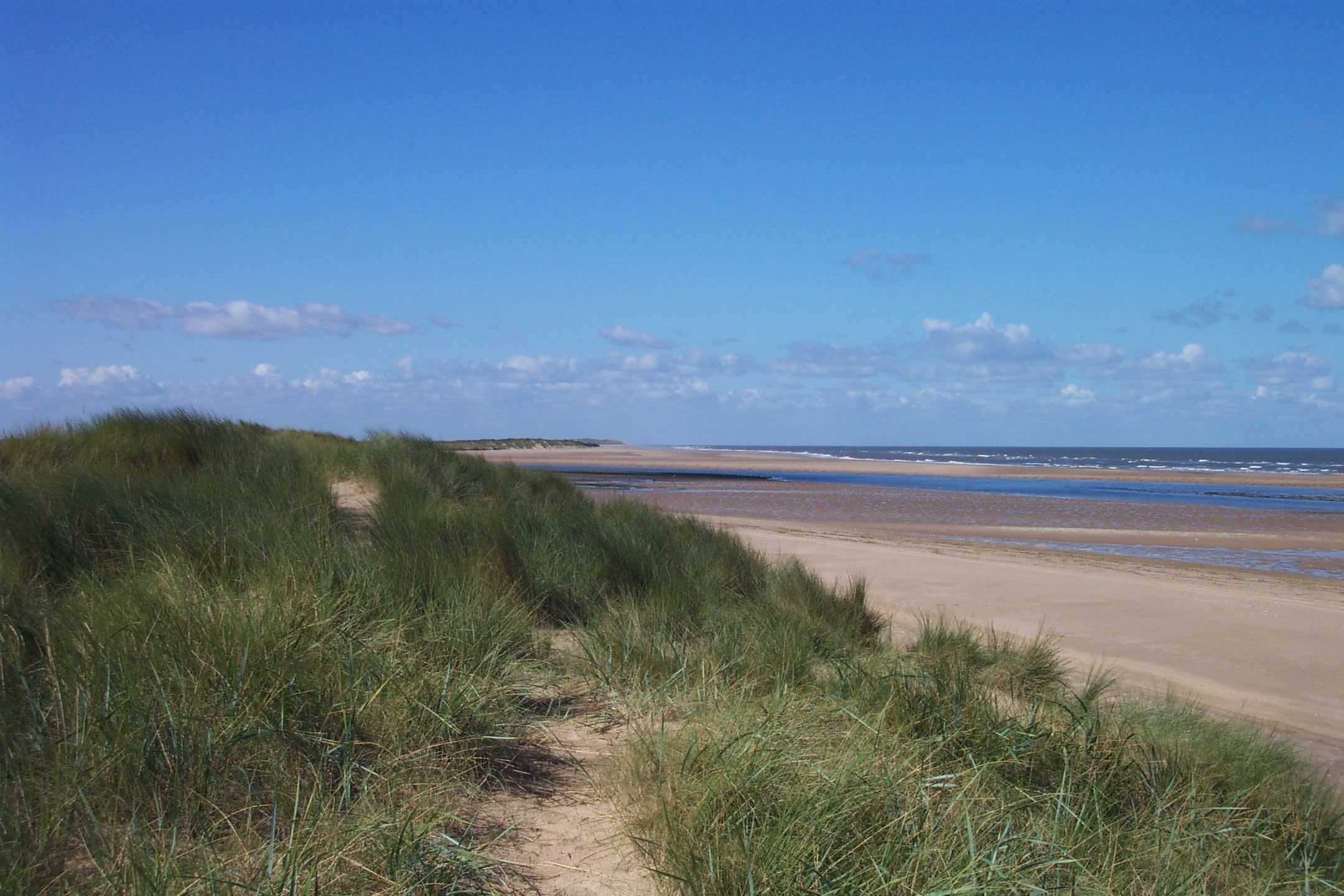
Dünen, Strand und Hafeneinfahrt